# 肾形子黄耆
肾形子黄耆（学名：Astragalus skythropos）是豆科黄芪属的植物，是中国的特有植物。分布在中国大陆的云南、新疆、甘肃、青海、四川等地，生长于海拔3,200米至3,800米的地区，多生长于高山草甸，目前尚未由人工引种栽培。

## 异名
- Astragalus weigoldianus Hand.-Mazz.